# Geneva Carr
Geneva Carr est une actrice américaine née le 6 mai 1971 à Jackson (Mississippi). Elle est connue pour son rôle dans Hand to God à Broadway grâce auquel elle a été nommée au Tony Awards 2015 en tant que meilleure actrice dans une pièce de théâtre.

## Biographie
Elle est née à Jackson, dans le Mississippi de George et Phyllis (née Duba) Carr. Elle a deux frères, George Carr II et Joseph Carr. Elle a étudié le français au Mount Holyoke College et avait initialement une carrière dans les affaires avant de devenir actrice. Elle est diplômée de l'ESCP. Elle a étudié l'art dramatique avec Jane Hoffman au Actors Studio.

## Filmographie
- 2005 : Une histoire de famille de Helen Hunt : Invitée du talk show
- 2008 :  Papa, la fac et moi de Roger Kumble : Emma O'Malley
- 2009 :  Company Retreat de Campbell Scott Michael : Chessy
- 2009 :  Pas si simple de Nancy Meyers : la femme à la clinique de fertilité
- 2009 :  Rosencrantz and Guildenstern Are Undeadde Jordan Galland : Charlotte Lawrence
- 2010 :  Love, et autres drogues de Edward Zwick : L'infirmière Viagra 2
- 2012 :  Alter Egos de Jordan Galland : Newscaster
- 2015 :  Ava's Possessions de Jordan Galland : Darlene
- 2015 :  Creative Control de Benjamin Dickinson : Cliente
- 2017 :  Blame - Strange Romance de Quinn Shephard : Mrs. Howell
- 2017 :  Wonder Wheel de Woody Allen : Ami de Ginny
- 2024 : Skeleton Crew (série TV)

## Télévision
- 1997 : Spin City (s02e07) : Kathy
- 2003 : New York, section criminelle (s03e05) : Camilla
- 2004 : La Star de la famille (s02e19, s02e20) : Kathy
- 2004 : New York 911 (s06e08) : Caroline Guile
- 2004 : New York, unité spéciale (saison 6, épisode 9) : Margo Sanders
- 2005-2008 : New York, section criminelle : Faith Yancy
- 2009 : New York District/New York Police Judiciaire (s20e04) : Larry's Accountant
- 2009 : New York, unité spéciale (saison 11, épisode 1) : Katie Harris
- 2010 : How to Make It in America (s01e04) : La maman dans le petit appartement
- 2010 : The Good Wife (s02e07) : Beth
- 2013 : Elementary  de Jerry Levine, saison 1 épisode 18 : Rebecca Burrell
- 2013 : Royal Pains (s05e03) : Mary Kay Higgins
- 2014 : Les Mystères de Laura (s01e08) : Danielle Bailey
- 2015 : New York, unité spéciale (saison 17, épisode 7) : Pam Baker
- 2015 : RIP : Fauchés et sans repos (s02e01) : Linda
- 2015 : Younger (s01e01) de Darren Star : Mary Beth Bell
- 2016-2022 : Bull : Marissa Morgan